# Casa de los Puche
La casa de los Puche es una residencia burguesa del siglo XVIII, de estilo neoclásico, situada en la ciudad de Almería (provincia de Almería, Andalucía, España).

## Historia
Se trata del ejemplar más importante de vivienda señorial burguesa de los siglos XVI a XVIII conservado en la capital almeriense. Situada al costado oriental de la catedral de la Encarnación, haciendo esquina entre la plaza de Bendicho y la plazoleta  
del Jesús Cautivo de Medinaceli, su construcción está datada en 1700. 
En ese tiempo se la conoció como casa de Arboledas, por ser estar asentados en el registro de la propiedad:

en 1735 Ignacio y Vicente Arboledas, pasando a recibir su nombre actual en 1816, año en que fue adquirida por José María Puche y Perceval, caballero de la Orden de Carlos III y miembro de una ilustre familia local, los Puche (forma evolucionada del apellido catalán Puig), presente en Almería desde finales del siglo XV.

A finales del año 1995 la Hermandad Sacramental del Prendimiento adquiere por completo el inmueble, tras haber estado varios años en alquiler cuando la Casa pertenecía a la Casa Asilo. En 2007 la Hermandad decide rehabilitar esta Casa Palacio, contando con una subvención por parte del área de urbanismo del Ayuntamiento de Almería, así como la colaboración de muchos cofrades y amigos de la Hermandad que con su esfuerzo han hecho posible que la Casa recupere su estado original. El 14 de mayo de 2011 bendice la casa Adolfo González Montes, obispo de la diócesis, en un acto emotivo y sencillo que dio a conocer las nuevas instalaciones de la Casa, albergando en ella un museo dedicado a exponer los enseres de la Cofradía, un aljibe árabe, sala de tinajas y demás estancias dignas de conocer.

## Descripción
Es un edificio cuadrangular de dos plantas que se organizan en torno a un patio central porticado, el cual se abre al exterior a través de un zaguán. La planta baja del patio presenta columnas toscanas y arcos carpaneles de ladrillo. Una escalera ornamentada en azulejo conduce a la galería superior, rematada de dinteles de madera apoyados en zapatas.
La fachada presenta sillares de ángulo en la esquina libre y un vano central bajo arco de medio punto y clave resaltada sobre la que aparecen armas heráldicas. Encuadran el conjunto dos columnas toscanas exentas y de fuste acanalado, montadas sobre plintos, y un entablamento decorado con triglifos y metopas. Cabe destacar asimismo las voluminosas repisas de corte barroco que sostienen los balcones.